# Fonction logarithmiquement convexe
En mathématiques, et plus particulièrement en analyse, une fonction à valeurs strictement positives est dite logarithmiquement convexe si sa composée {\displaystyle \ln \circ f} par le logarithme népérien est convexe.

## Définition formelle
Soient {\displaystyle I} un intervalle réel et {\displaystyle f:I\rightarrow \mathbb {R} _{+}^{*}}. On dit que {\displaystyle f} est logarithmiquement convexe si, pour tous points {\displaystyle x,y} de {\displaystyle I} et tout {\displaystyle \lambda \in [0,1]}, on a l'inégalité suivante :
{\displaystyle \ln \left(f(\lambda x+(1-\lambda )y)\right)\leq \lambda \ln \left(f(x)\right)+(1-\lambda )\ln \left(f(y)\right)},
soit encore, en prenant l'exponentielle :
{\displaystyle f(\lambda x+(1-\lambda )y)\leq \left(f(x)\right)^{\lambda }\left(f(y)\right)^{1-\lambda }}.
De façon équivalente, {\displaystyle f} est logarithmiquement convexe si pour tout intervalle non trivial {\displaystyle [x,y]\subset I}, les réels {\displaystyle \beta ,\gamma >0} déterminés par {\displaystyle \gamma ^{x}f(x)=\gamma ^{y}f(y)=\beta } vérifient :
{\displaystyle \forall t\in [x,y]\quad \gamma ^{t}f(t)\leq \beta }.

## Exemples
- Pour tout a > 0, l'exponentielle de base a est logarithmiquement convexe.
- Toute fonction génératrice des moments est logarithmiquement convexe.
- Pour toute mesure μ (sur un espace mesurable) et toute fonction f ∈ Lp(μ)∩Lq(μ) avec 0 < p < q, l'application {\displaystyle r\mapsto \left\|f\right\|_{r}} est logarithmiquement convexe sur [p, q].
- La fonction gamma est logarithmiquement convexe sur {\displaystyle \mathbb {R} _{+}^{*}}[1]. Une caractérisation de la fonction gamma par la log-convexité est donnée par le théorème de Bohr-Mollerup.
- La fonction zêta de Riemann est logarithmiquement convexe sur {\displaystyle \left]1,+\infty \right[}.

## Une caractérisation
{\displaystyle f} est logarithmiquement convexe si et seulement si pour tout {\displaystyle c>0}, l'application {\displaystyle t\mapsto c^{t}f(t)} est convexe.

## Propriétés
- Toute fonction logarithmiquement convexe est convexe.
C'est un corollaire de la caractérisation ci-dessus[2].
La réciproque est fausse, comme le montre le contre-exemple de la fonction x ↦ x2.
- La somme et le produit de deux fonctions logarithmiquement convexes est logarithmiquement convexe.
Ces deux propriétés se déduisent du fait que la somme de deux fonctions convexes est convexe, en utilisant l'équation fonctionnelle du logarithme pour la stabilité par produit, et la caractérisation ci-dessus pour la stabilité par somme[3].

## Généralisation aux fonctions d'une variablevectorielle
Soient {\displaystyle E} un espace vectoriel réel et {\displaystyle C} un convexe de {\displaystyle E}.
Une application {\displaystyle f:C\rightarrow \mathbb {R} _{+}^{*}} est dite logarithmiquement convexe si {\displaystyle \ln \circ f} est convexe sur C.
Les deux propriétés ci-dessus s'étendent immédiatement à ce cadre, puisqu'une fonction est convexe sur C si et seulement si sa « restriction » {\displaystyle t\mapsto f\left(tA+(1-t)B\right)} à tout segment {\displaystyle [A,B]\subset C} est une fonction convexe de la variable réelle t ∈ [0, 1].
De même, on déduit facilement de la caractérisation ci-dessus qu'une application {\displaystyle f} est logarithmiquement convexe sur C si et seulement si, pour toute forme linéaire {\displaystyle \varphi } sur {\displaystyle E}, l'application {\displaystyle C\to \mathbb {R} ,\,x\mapsto \mathrm {e} ^{\varphi (x)}f(x)} est convexe.